# Česká placka

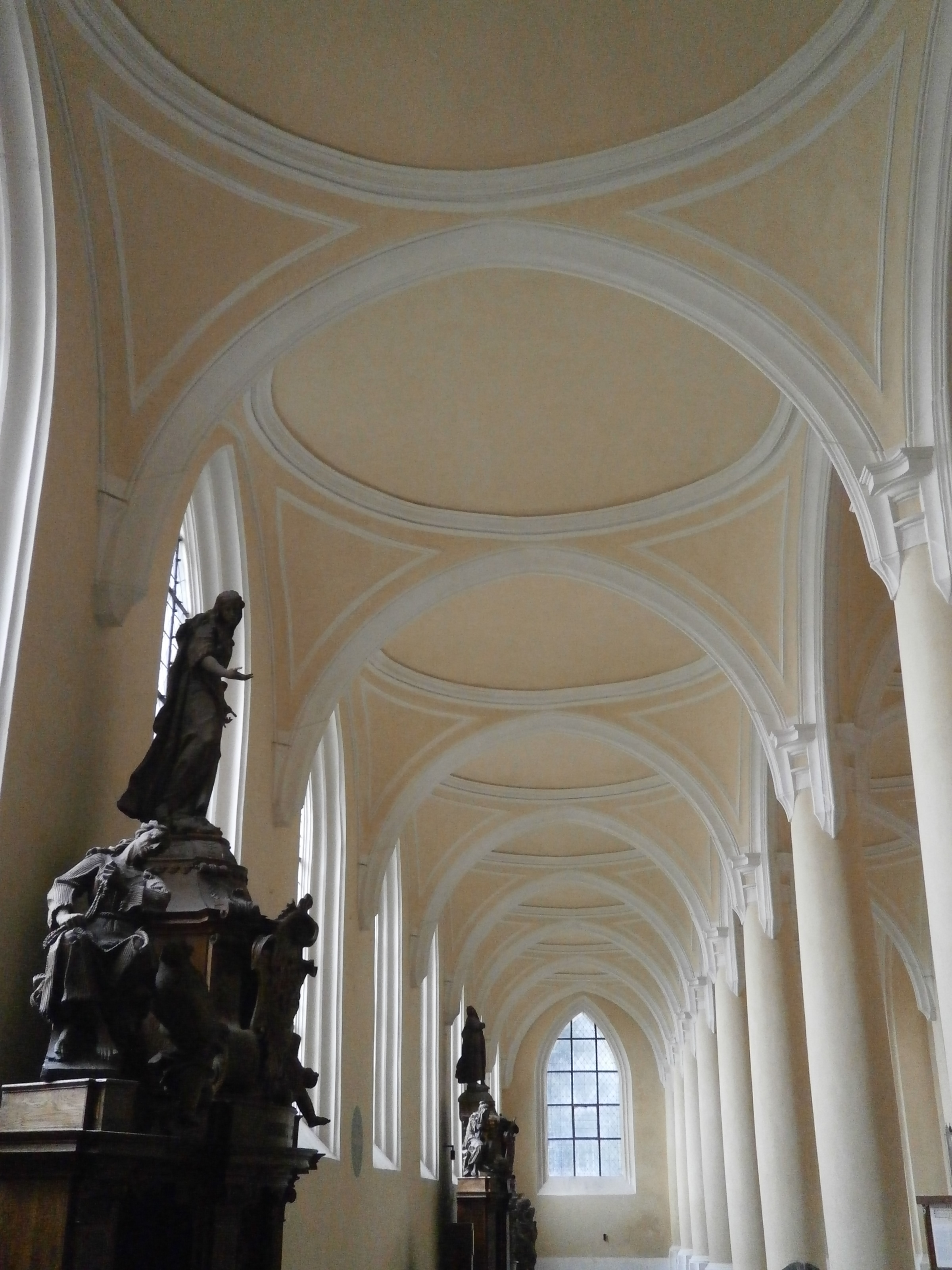
České placky v Sedlci; římsy je oddělují od pandantivů

Česká placka je název barokní klenební kopule. 

## Charakteristika
Kupolovitá klenba má obvykle v zásadě tvar polokoule či nižší úseče nad čtvercovou či obdélnou místností či klenebním polem tak, že patky jsou v koutech a klenební čela vznikají jako řez kupole svislými rovinami nad spojnicemi patek; půdorysná kružnice je zevně opsána vůči půdorysu zaklenutého pole. (Tím se odlišuje od běžné kupole, která se svým půdorysem stěn či meziklenebních pasů pouze dotýká – je do zaklenutého půdorysu vepsána – a nad kouty je podklenuta trompami.) Klenbové zdivo je obvykle cihlové, často prováděné z ruky, za pomoci otočného ramenátu ve vrcholové části. Zdivo je možné klást různými způsoby, např. ve vrstvách stoupajících od patek a stýkajících se ve vrcholnicích, šnekovitým uložením cihel, které jsou spojeny maltou na dlouho i jinak (vrchlík mohl být kladen odlišným způsobem) Příkladem užití české placky jsou boční lodi chrámu Nanebevzetí Panny Marie a sv. Jana Křtitele v Sedlci u Kutné Hory. Vrstvy zdiva bývají zejména na kouty kladeny velmi variabilními způsoby. Vyskytuje se kladení po vrstevnicích, kolmo k diagonálám i dalšími způsoby, často s cílem vytvářet krátké samonosné oblouky, umožňující vyzdívání bez podpůrného šalování. V horní části se směrování řad zdiva může měnit.

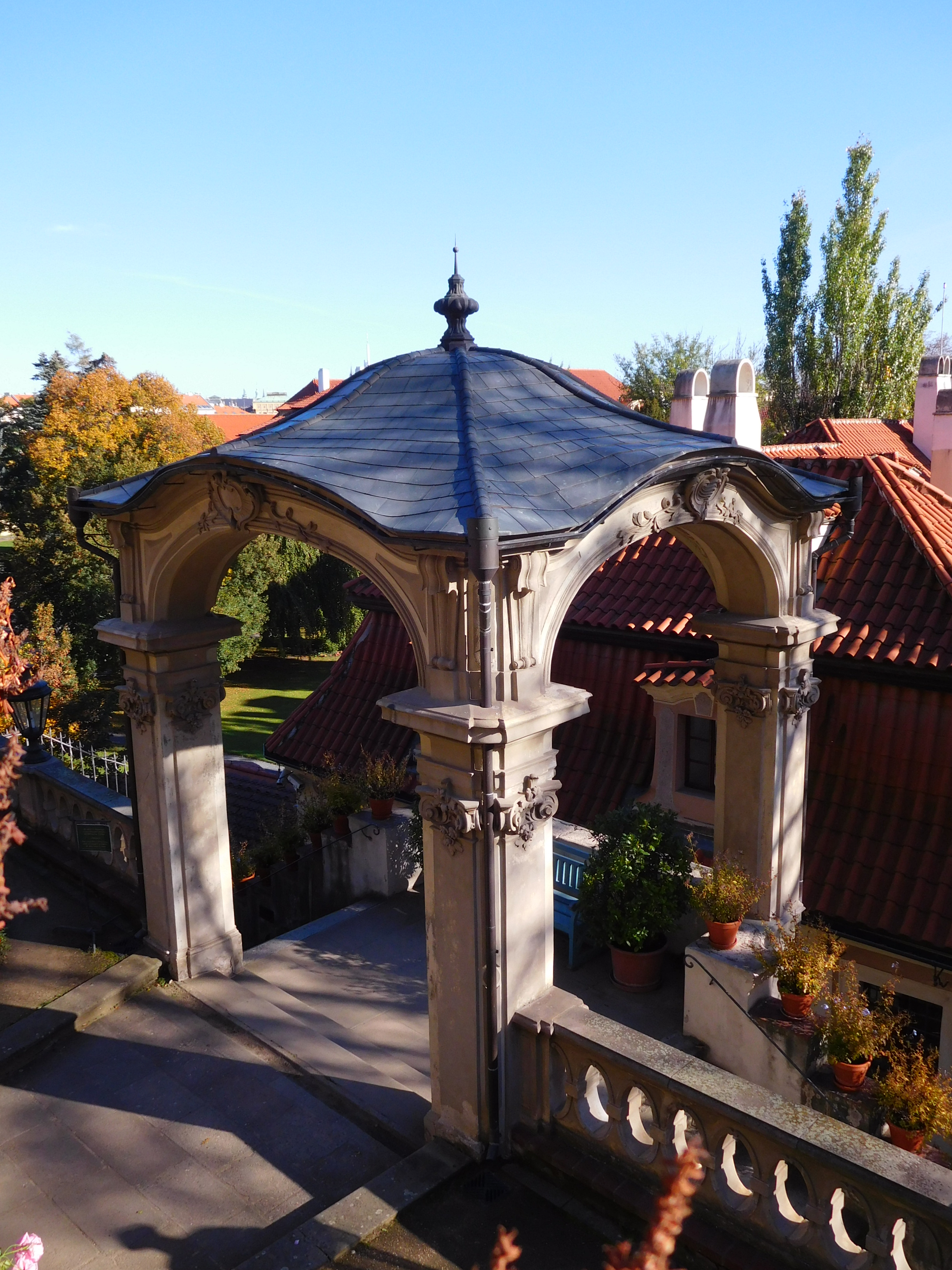
Gloriet v Malé Fürstenberské zahradě, zaklenutý plackou
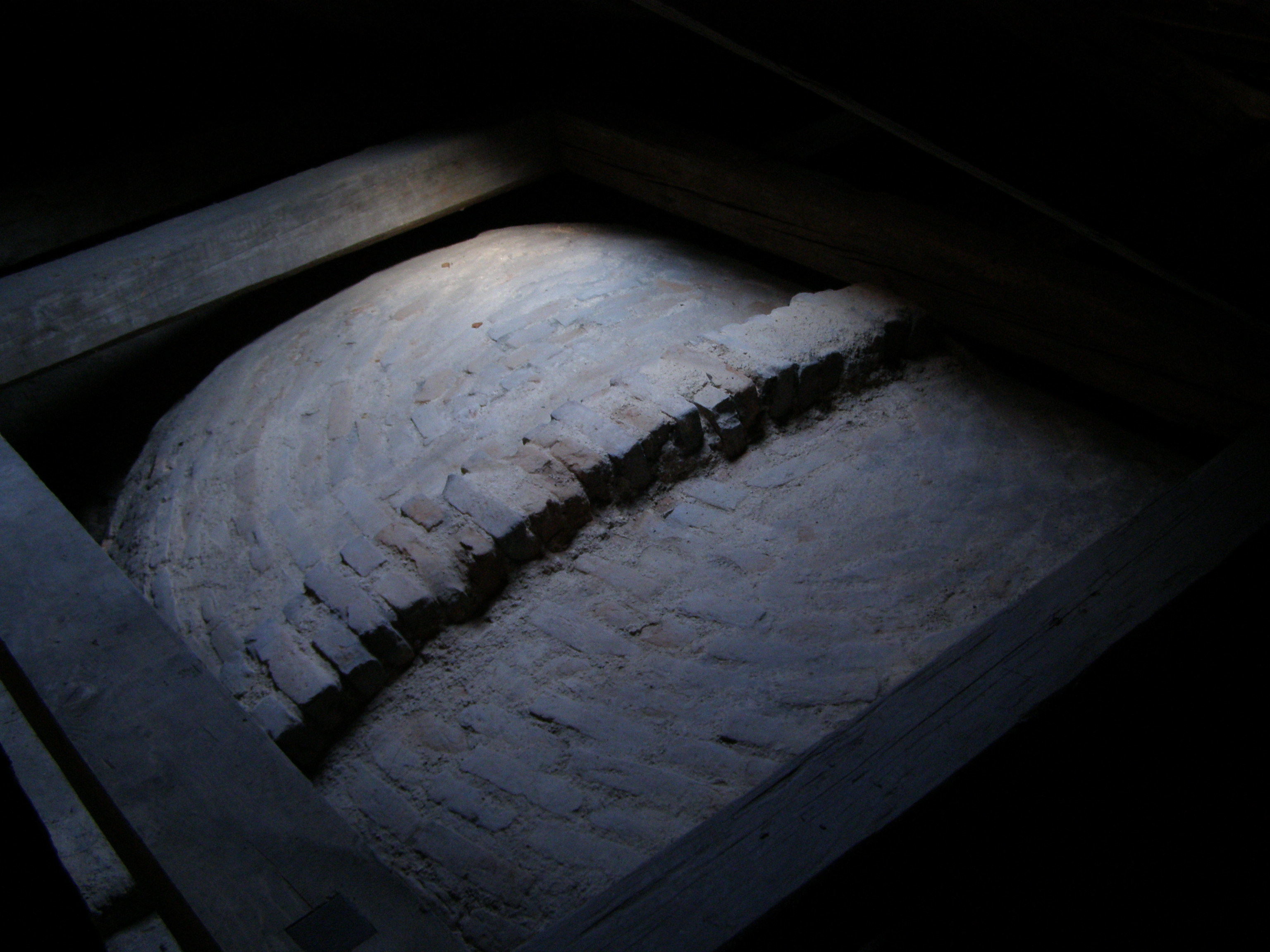
Česká placka z rubové strany